# Carlotta, principessa reale
Principessa Carlotta Principessa Reale (Charlotte Augusta Matilda; in seguito Regina Carlotta di Württemberg; Buckingham Palace, 29 settembre 1766 – Ludwigsburg, 6 ottobre 1828) fu un membro della famiglia reale britannica e divenne regina del Württemberg come consorte di Federico I di Württemberg.

## Biografia
Nata al palazzo di Buckingham, Carlotta fu la quarta dei figli di Giorgio III del Regno Unito e della sua consorte Carlotta di Meclemburgo-Strelitz. Fu battezzata presso St James Palace dall'arcivescovo di Canterbury, Thomas Secker; i suoi padrini e madrine furono le zie paterne Carolina Matilda e Luisa e il marito di Carolina Matilda, Cristiano VII di Danimarca. Il duca di Portland e la contessa vedova di Effingham rappresentarono il re e la regina di Danimarca.
Carlotta fu ufficialmente designata come principessa reale il 22 giugno 1789. Essendo la figlia maggiore del monarca, si riteneva che Carlotta fosse destinata a un matrimonio importante e la sua educazione fu considerata della massima importanza a partire da quando aveva solo diciotto mesi. Dal momento che il francese era la lingua ufficiale di ogni corte europea, alla piccola principessa fu affidata una governante francese. Le fu insegnato a recitare piccoli versi e storie e, di conseguenza, ebbe una capacità quasi straordinaria di ricordare dettagli per il resto della sua vita.
Sebbene fosse la figlia maggiore, Carlotta era costantemente paragonata a sua sorella Augusta Sofia, di solo due anni più giovane di lei. Quando Augusta aveva un mese, Lady Mary Coke la definì "la bambina più bella che abbia mai visto", mentre Carlotta era "molto semplice". Passando di nuovo il giudizio tre anni dopo, Carlotta era ora "la bambina più sensibile che abbia mai visto, ma secondo me tutt'altro che carina", mentre Augusta era ancora "piuttosto carina". Carlotta fu fortunata ad avere genitori che preferivano passare il tempo con i loro numerosi figli e prendevano sul serio la sua istruzione. Tuttavia, data la frequenza con cui nascevano i suoi fratelli e i problemi che affliggevano il regno di Giorgio III, l'infanzia di Carlotta non fu così felice come i suoi genitori avevano pianificato.
Come i suoi fratelli e le sue sorelle, essa fu educata da insegnanti privati e passò la maggior parte della sua infanzia al palazzo di Buckingham, al palazzo di Kew e presso il castello di Windsor.

## Matrimonio
Carlotta sposò, il 18 maggio 1797 nel palazzo di St.James di
Londra, il principe Federico, duca ereditario del Württemberg, rimasto vedovo di una cugina di Carlotta, Augusta di Brunswick-Wolfenbüttel. La coppia ebbe una sola figlia, nata e morta il 27 aprile del 1798.
Federico divenne duca regnante del Württemberg, con il nome di Federico III, il 22 dicembre del 1797, alla morte del padre.

### Württemberg
Nel 1800 l'esercito francese occupò il Württemberg e il duca e la duchessa fuggirono a Vienna. L'anno seguente, il duca Federico concluse un trattato privato con cui cedette Montbéliard alla Francia, ricevendo in cambio Ellwangen due anni dopo. Assunse il titolo di Elettore il 25 febbraio 1803. In cambio della fornitura alla Francia di una grande forza ausiliaria, Napoleone I riconobbe l'Elettore come re del Württemberg il 26 dicembre 1805. Carlotta divenne regina quando suo marito salì formalmente al trono il 1 gennaio 1806 e fu incoronato come tale lo stesso giorno a Stoccarda.
Il Württemberg si separò dal Sacro Romano Impero e si unì alla breve Confederazione del Reno di Napoleone. Tuttavia, la recente alleanza del re con la Francia tecnicamente lo rese nemico di suo suocero. Giorgio III, infastidito dall'assunzione del titolo da parte del genero e dal suo ruolo di vassallo più devoto di Napoleone, si rifiutò di rivolgersi a sua figlia come "Regina del Württemberg". Nel 1813, il re Federico cambiò parte e passò agli alleati, dove il suo status di cognato del principe reggente (in seguito Giorgio IV) aiutò la sua posizione. Dopo la caduta di Napoleone, partecipò al Congresso di Vienna e fu confermato re. Morì il 30 ottobre 1816.

### Regina vedova
Dopo la morte di suo marito, Carlotta continuò a vivere nel palazzo di Ludwigsburg, vicino alla città di Stoccarda, dove ricevette la visita dei suoi fratelli e delle sue sorelle.
Fu una delle madrine della principessa Vittoria di Kent, futura regina Vittoria del Regno Unito, senza tuttavia assistere direttamente al battesimo il 24 giugno 1819.
Nel 1827 Carlotta ritornò in Gran Bretagna per la prima volta, dopo trent'anni dal
suo matrimonio, per ragioni di salute.
La regina morì il 5 ottobre del 1828 nel suo palazzo di Ludwigsburg.

## Ascendenza
|                                                 |                                            |                                               | Genitori                                  |  |  | Nonni |  |  | Bisnonni                 |  |  | Trisnonni               |  |
|                                                 |                                            |                                               |                                           |  |  |       |  |  | Giorgio II d'Inghilterra |  |  | Giorgio I d'Inghilterra |  |
|                                                 |                                            |                                               |                                           |  |  |       |  |  | Giorgio II d'Inghilterra |  |  | Giorgio I d'Inghilterra |  |
|                                                 |                                            | Sofia Dorotea di Celle                        |                                           |  |  |       |  |  | Giorgio II d'Inghilterra |  |  |                         |  |
| Federico di Hannover                            |                                            |                                               |                                           |  |  |       |  |  | Giorgio II d'Inghilterra |  |  |                         |  |
|                                                 |                                            | Carolina di Brandeburgo-Ansbach               | Giovanni Federico di Brandeburgo-Ansbach  |  |  |       |  |  |                          |  |  |                         |  |
|                                                 |                                            | Carolina di Brandeburgo-Ansbach               | Giovanni Federico di Brandeburgo-Ansbach  |  |  |       |  |  |                          |  |  |                         |  |
|                                                 |                                            | Carolina di Brandeburgo-Ansbach               | Eleonora Erdmuthe di Sassonia-Eisenach    |  |  |       |  |  |                          |  |  |                         |  |
| Giorgio III d'Inghilterra                       |                                            | Carolina di Brandeburgo-Ansbach               |                                           |  |  |       |  |  |                          |  |  |                         |  |
|                                                 |                                            | Federico II di Sassonia-Gotha-Altenburg       | Federico I di Sassonia-Gotha-Altenburg    |  |  |       |  |  |                          |  |  |                         |  |
|                                                 |                                            | Federico II di Sassonia-Gotha-Altenburg       | Federico I di Sassonia-Gotha-Altenburg    |  |  |       |  |  |                          |  |  |                         |  |
|                                                 |                                            | Federico II di Sassonia-Gotha-Altenburg       | Maddalena Sibilla di Sassonia-Weissenfels |  |  |       |  |  |                          |  |  |                         |  |
| Augusta di Sassonia-Gotha-Altenburg             |                                            | Federico II di Sassonia-Gotha-Altenburg       |                                           |  |  |       |  |  |                          |  |  |                         |  |
|                                                 |                                            | Maddalena Augusta di Anhalt-Zerbst            | Carlo Guglielmo di Anhalt-Zerbst          |  |  |       |  |  |                          |  |  |                         |  |
|                                                 |                                            | Maddalena Augusta di Anhalt-Zerbst            | Carlo Guglielmo di Anhalt-Zerbst          |  |  |       |  |  |                          |  |  |                         |  |
|                                                 |                                            | Maddalena Augusta di Anhalt-Zerbst            | Sofia di Sassonia-Weissenfels             |  |  |       |  |  |                          |  |  |                         |  |
| Carlotta di Hannover                            |                                            | Maddalena Augusta di Anhalt-Zerbst            |                                           |  |  |       |  |  |                          |  |  |                         |  |
|                                                 | Adolfo Federico II di Meclemburgo-Strelitz | Adolfo Federico I di Meclemburgo-Schwerin     |                                           |  |  |       |  |  |                          |  |  |                         |  |
|                                                 | Adolfo Federico II di Meclemburgo-Strelitz | Adolfo Federico I di Meclemburgo-Schwerin     |                                           |  |  |       |  |  |                          |  |  |                         |  |
|                                                 | Adolfo Federico II di Meclemburgo-Strelitz | Maria Caterina di Brunswick-Wolfenbüttel      |                                           |  |  |       |  |  |                          |  |  |                         |  |
| Carlo Ludovico Federico di Meclemburgo-Strelitz | Adolfo Federico II di Meclemburgo-Strelitz |                                               |                                           |  |  |       |  |  |                          |  |  |                         |  |
|                                                 |                                            | Cristiana Emilia di Schwarzburg-Sondershausen | Cristiano di Schwarzburg-Sondershausen    |  |  |       |  |  |                          |  |  |                         |  |
|                                                 |                                            | Cristiana Emilia di Schwarzburg-Sondershausen | Cristiano di Schwarzburg-Sondershausen    |  |  |       |  |  |                          |  |  |                         |  |
|                                                 |                                            | Cristiana Emilia di Schwarzburg-Sondershausen | Antonia Sibilla di Barby-Muhlingen        |  |  |       |  |  |                          |  |  |                         |  |
| Carlotta di Meclemburgo-Strelitz                |                                            | Cristiana Emilia di Schwarzburg-Sondershausen |                                           |  |  |       |  |  |                          |  |  |                         |  |
|                                                 |                                            | Ernesto Federico I di Sassonia-Hildburghausen | Ernesto di Sassonia-Hildburghausen        |  |  |       |  |  |                          |  |  |                         |  |
|                                                 |                                            | Ernesto Federico I di Sassonia-Hildburghausen | Ernesto di Sassonia-Hildburghausen        |  |  |       |  |  |                          |  |  |                         |  |
|                                                 |                                            | Ernesto Federico I di Sassonia-Hildburghausen | Sofia Enrichetta di Waldeck               |  |  |       |  |  |                          |  |  |                         |  |
| Elisabetta Albertina di Sassonia-Hildburghausen |                                            | Ernesto Federico I di Sassonia-Hildburghausen |                                           |  |  |       |  |  |                          |  |  |                         |  |
|                                                 |                                            | Sofia Albertina di Erbach-Erbach              | Giorgio I di Erbach-Erbach                |  |  |       |  |  |                          |  |  |                         |  |
|                                                 |                                            | Sofia Albertina di Erbach-Erbach              | Giorgio I di Erbach-Erbach                |  |  |       |  |  |                          |  |  |                         |  |
|                                                 |                                            | Sofia Albertina di Erbach-Erbach              | Amalia Caterina di Waldeck-Eisenberg      |  |  |       |  |  |                          |  |  |                         |  |
|                                                 |                                            | Sofia Albertina di Erbach-Erbach              |                                           |  |  |       |  |  |                          |  |  |                         |  |